# بيتر فالنتاين
بيتر فالنتاين (بالإنجليزية: Peter Valentine)‏ (16 أبريل 1963 بهدرسفيلد في المملكة المتحدة - ) هو لاعب كرة قدم بريطاني في مركز الدفاع. لعب مع بولتون واندررز ونادي بوري ونادي روتشديل ونادي كارلايل يونايتد وهدرسفيلد تاون.

## وصلات خارجية
- بيتر فالنتاين على موقع قاعدة بيانات كرة القدم.إي يو (الإنجليزية)
- بيتر فالنتاين على موقع Soccerbase.com (لاعب) (الإنجليزية)